# Ameerega planipaleae
Espèce
Synonymes
- Epipedobates planipaleae Morales & Velazco, 1998

Statut de conservation UICN

 CR B1ab(iii) : 
En danger critique
Statut CITES
Ameerega planipaleae est une espèce d'amphibiens de la famille des Dendrobatidae.

## Répartition
Cette espèce est endémique de la province d'Oxapampa dans la région de Pasco au Pérou. Elle se rencontre à 2 010 m d'altitude dans le río Llamaquizú.

## Publication originale
- Morales & Velazco, 1998 : Una especie nueva de Epipedobates (Amphibia, Anura, Dendrobatidae) de Perú. Amphibia-Reptilia, vol. 19, p. 369-376.